# Mindfields
Ne pas confondre avec Mindfield, film de Jean-Claude Lord sorti en 1989.
Albums de Toto
Toto XX
(1998) Livefields
(1999)
Mindfields est un album studio du groupe de rock américain Toto, enregistré fin 1998 et sorti en mars 1999. Il marque le retour du chanteur Bobby Kimball, même si ce dernier est présent sur la compilation XX en 1997. Il redevient alors la voix principale de Toto (après Steve Lukather de 1992 à 1997) et chante sur la moitié des titres de l'album.
La réalisation comporte treize titres, entre rock, pop et blues, parfois teintés de sonorités orientales (After you're gone, Mindfields). Steve Porcaro, un des membres fondateurs du groupe, participe en outre à l'enregistrement à l'album en tant que claviériste sur deux titres.
Certains albums (non européens) possèdent en bonus la chanson Spanish Steps of Rome.

## Titres
| No  | Titre                             | Durée |
| --- | --------------------------------- | ----- |
| 1.  | After you've gone                 |       |
| 2.  | Mysterious ways                   |       |
| 3.  | Mindfields                        |       |
| 4.  | High price of hate                |       |
| 5.  | Selfish                           |       |
| 6.  | No love                           |       |
| 7.  | Caught in the Balance             |       |
| 8.  | Last love                         |       |
| 9.  | Mad about you                     |       |
| 10. | One road                          |       |
| 11. | Melanie                           |       |
| 12. | Cruel                             |       |
| 13. | Better world (parts I, II et III) |       |

## Personnel
D'après le livret de l'album
- Steve Lukather – guitares, chant (titres 1, 2, 6, 8, 11, 13), chœurs (titres 1, 4, 6, 8, 10-14)
- David Paich – claviers, chant (titre 14), chœurs (titres 3, 8), solo slide (titre 5), arrangements cuivre (titres 2, 5)
- Mike Porcaro – basse, violoncelle (titre 1)
- Simon Phillips  – batterie, percussions (titres 5, 6, 8, 10, 13), tabla (titre 1), boucles (titre 11), chœurs (titre 13)
- Bobby Kimball – chant  (titres 2-5, 7, 9, 10, 12), chœurs (titres 3, 4, 8-10, 12, 13)

### Musiciens additionnels
- Steve Porcaro – claviers (titres 7, 11)
- Clint Black – harmonica et chœurs (titre 6)
- Lenny Castro – percussions (titres 1-3, 9, 11, 13, 14)
- Tom Scott – saxophones (titres 2, 5, 12), arrangements cuivres (titre 12)
- Chuck Findley – trompette  (titres 2, 5, 12)
- Gary Grant –  trompette  (titres 2, 5, 12)
- Jim Horn – saxophones (titres 2, 5, 12)
- Bill Reichenbach Jr. – trombone (titres 2, 5, 12)
- Chris Thompson – chœurs (titres 6, 8, 10, 11, 13)
- Timothy B. Schmit – chœurs (titres 1, 2, 5, 11)
- Mark Hudson – chœurs (titres 1, 2, 5)
- Richard Page – chœurs (titres 3, 7, 9, 12)
- Phil Soussan – chœurs (titre 1)
- Maria Vidal – chœurs (titres 14)

### Production
- Producteurs – Toto et Elliot Scheiner
- Enregistré par Eric Cowden, Stephen Genewick, Steve MacMillan, Charles Paakari, Elliot Scheiner, Al Schmitt, Jess Sutcliffe et Jeff Thomas.
- Mixé par Elliot Scheiner aux Capitol Studios (Hollywood, Californie).
- Mastering par Ted Jensen au studio Sterling Sound (New York, New York).
- Édité par Steve MacMillan
- Coordination de production – Shari Sutcliffe
- Copiset – Dan Ferguson
- Directeur de création – Doug Brown